# Burgruine Mollenburg
Die Burgruine Mollenburg ist die teilweise restaurierte bzw. rekonstruierte Ruine einer Höhenburg bei Weiten in Niederösterreich.

## Geschichte
Um die Mitte des 13. Jahrhunderts waren hier die Herren von Werd-Capellen in einer relativ bescheiden dimensionierten Burg ansässig. Aufgrund der Beteiligung der Burgherren am Adelsaufstand der Kuenringer gegen Herzog Albrecht I. wurde die damalige Mollenburg zerstört, jedoch bald wieder aufgebaut. Erste urkundliche Erwähnung fand die Burg 1303.
1307 ging die Herrschaft an einen Herrn von Streitwiesen. 1486 wurde sie von den Ebersdorfern an Kaspar von Rogendorf verkauft, den Besitzer der Herrschaft Pöggstall. Dieser baute die Burg aus. Im 16. Jahrhundert wurde das landesfürstliche Lehen Eigenbesitz. Nach der Flucht des Bankrotteurs Christoph Freiherr von Rogendorf kam es allerdings 1546 zur Konfiskation. In der Folge bauten die Geyer von Osterburg die Burg teilweise in ein Renaissanceschloss um. Nach diversen Besitzwechseln ging die Herrschaft 1839 an Kaiser Ferdinand I. Nach einer Renovierung 1844 wurde die Mollenburg bereits 1860 durch den Verwalter Johann Niedermayer aus steuerlichen Gründen (Dachsteuer) zur Ruine gemacht. Es kam zur Abtragung des Dachstuhls, zur Devastierung und zum Verkauf der brauchbaren Teile. 1920 wurde das habsburgische Eigentum Teil des Kriegsgeschädigtenfonds.
1945 von den Sowjets beschlagnahmt, ging die Mollenburg 1956 in die Verwaltung der Österreichischen Bundesforste über. Der Kunsthistoriker, Romancier und Politiker Jörg Mauthe erwarb 1972 die Ruine um 220.000 Schilling und restaurierte sie, zum Teil in Eigenarbeit und unter Mitwirkung seiner Söhne. In der Vorburg wurden einzelne Gebäude wieder bewohnbar gemacht. Die Mollenburg steht auch heute noch im Privatbesitz der Familie Mauthe; Jörg Mauthes Urne wird im Turm der alten Burg aufbewahrt.

## Architektur
Die Ruine umfasst ein Areal von etwa 120 × 60 m auf einem etwa 40 m hohen Höhenrücken, der nach drei Seiten steil abfällt. Ein zweigeschoßiger Torturm im Norden der Anlage wurde von Familie Mauthe restauriert, desgleichen das bis heute bewohnte Hochhaus der Vorburg (1558 im Renaissancestil erbaut und im 17. Jahrhundert barock überformt). Ein 13 m breiter und 7 m tiefer, aus dem Felsen gehauener Graben trennt diese von der Hauptburg. Letztere ist auf quadratischem Grundriss von etwa 31 m Seitenlänge errichtet. Ihr romanischer Baukern ist durch die häufigen Umbauten des 16. und 17. Jahrhunderts nicht mehr sichtbar. Der größte Bauteil ist der viergeschoßige Palas im Nordosten der Anlage.
Der romanische Bergfried wird von außen durch die Schildmauer fast gänzlich verdeckt. Von der um 1250 erbauten St. Veit-Kapelle in der Südecke ist wenig erhalten. Die Glasfenster wurden bereits 1840 verkauft. Relativ gut erhalten sind die spätgotische Rauchküche mit monumentalem Rauchfang und der achteckige Turm an der Ostecke des Zwingers.

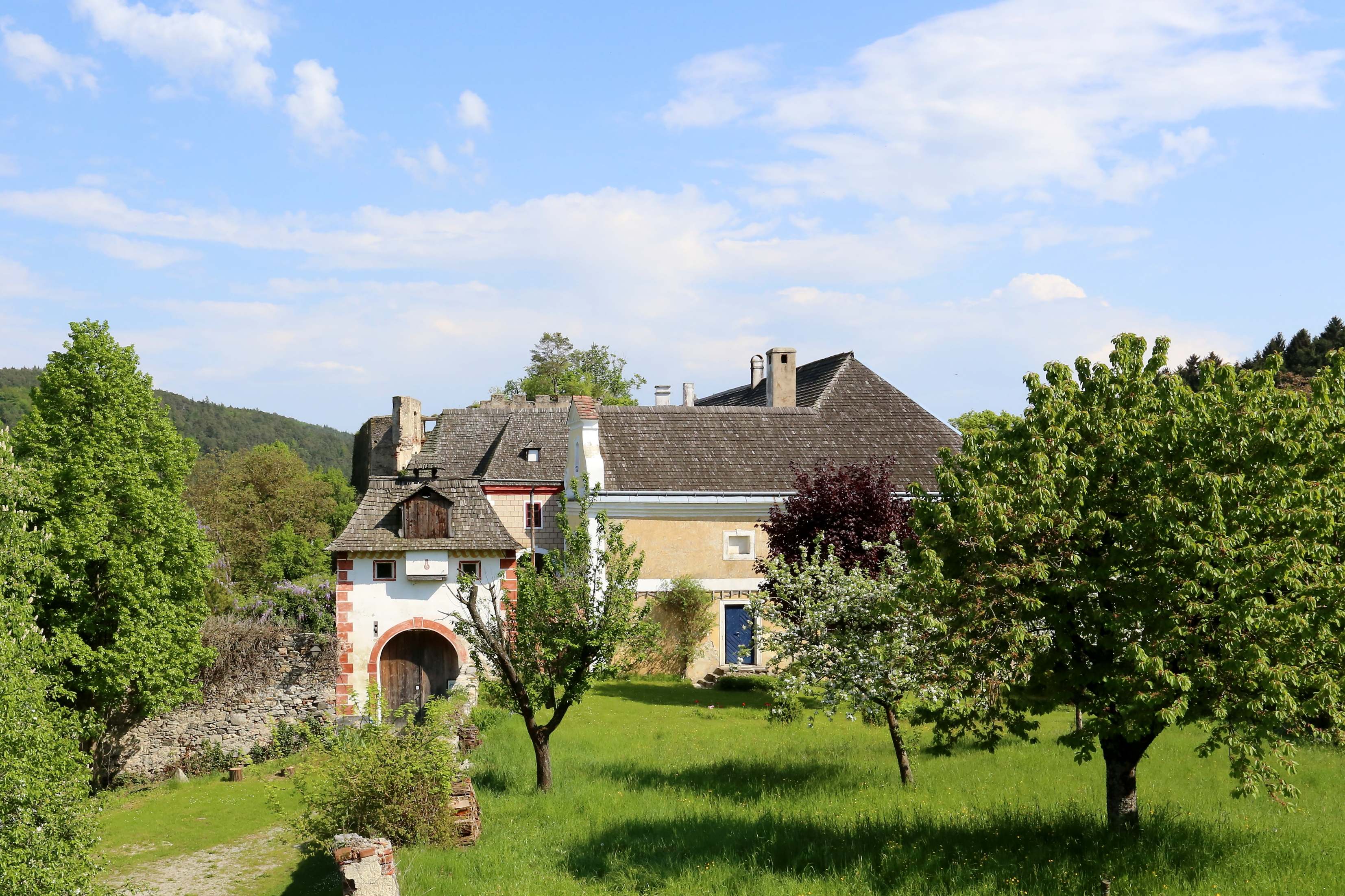
Die revitalisierte Vorburg
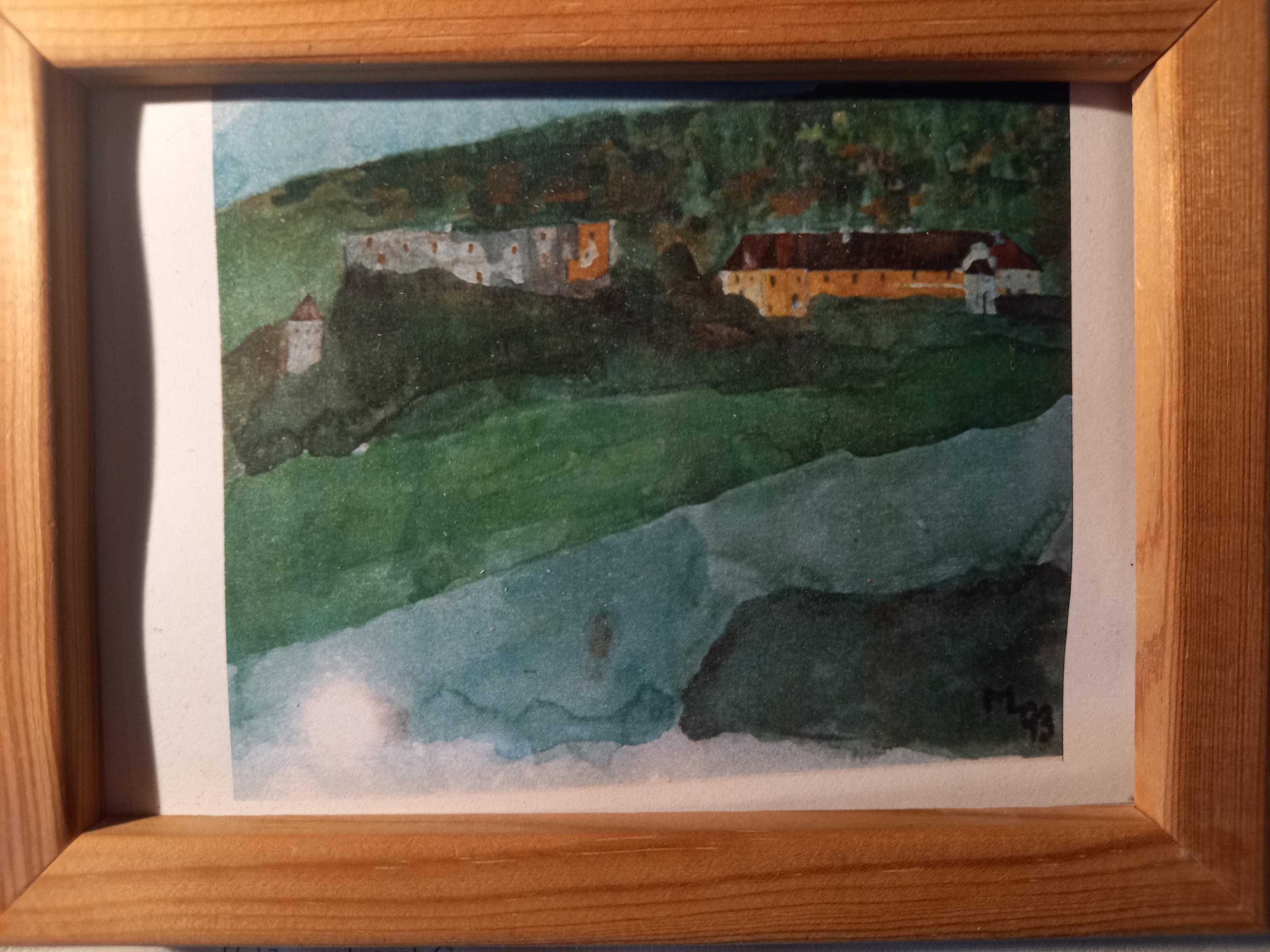
Die Burgruine und der bewohnbare Teil der Mollenburg
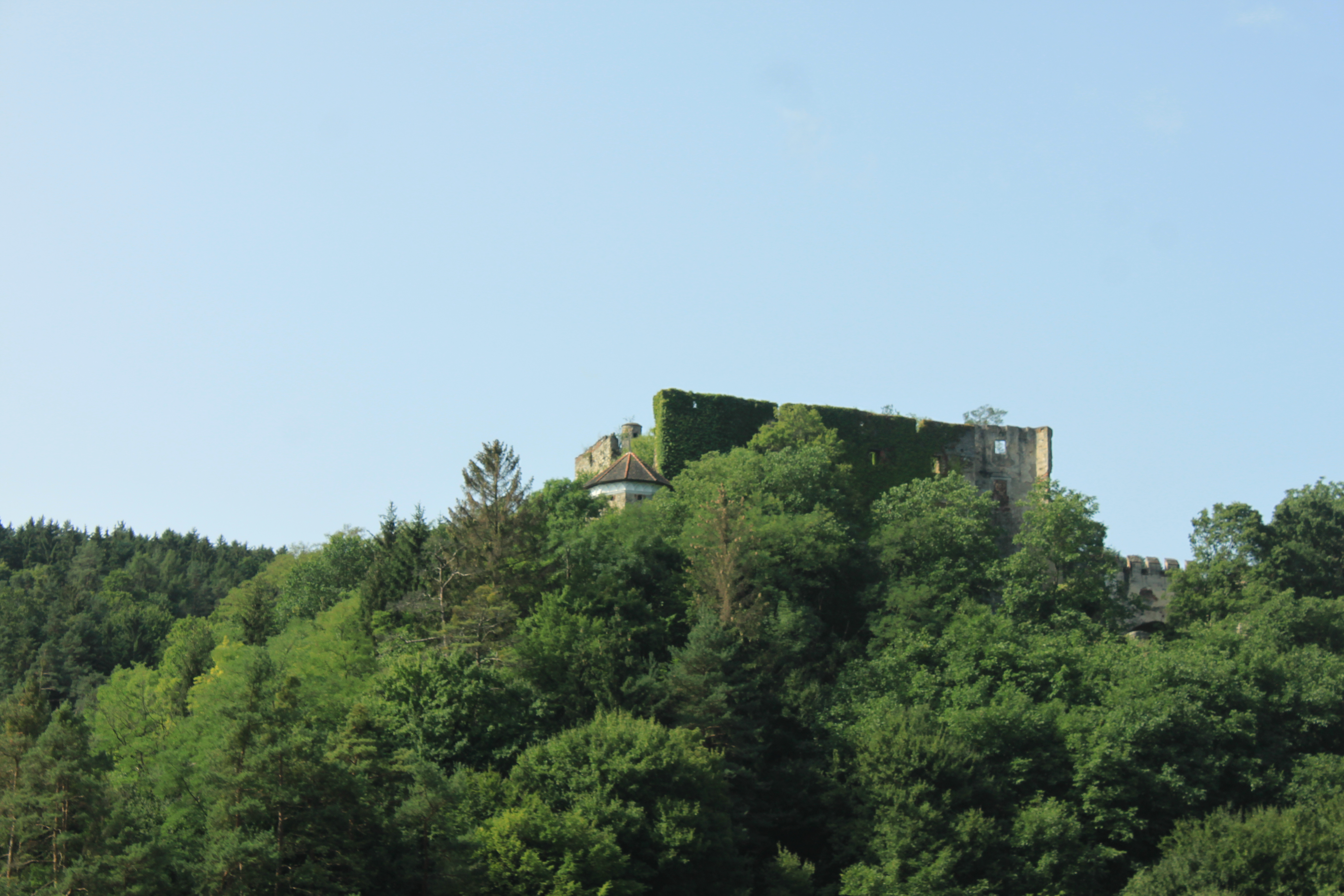
Burgruine Mollenburg, von der Straße im Tal aus gesehen
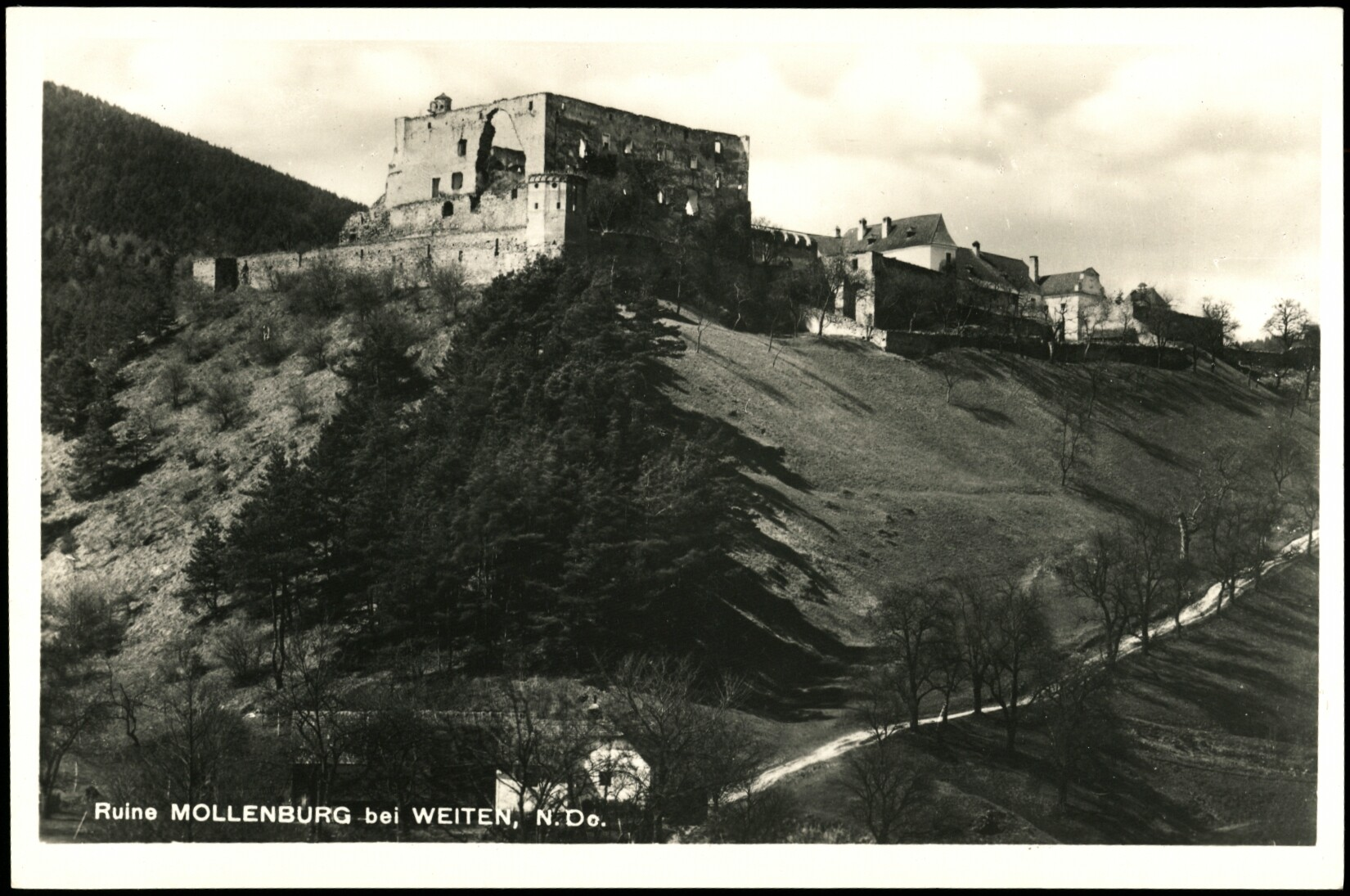
Burgruine Mollenburg in Weiten Niederösterreich